# アサシン クリード II ディスカバリー
『アサシンクリード II ディスカバリー』（Assassin's Creed II: Discovery）とは、Griptonite Games製作のアクションゲーム。ニンテンドーDS版（日本未発売）とiPhone版が発売されている。。

## 概要
アサシン クリード アルタイルクロニクルズに続く、アサシン クリードシリーズのニンテンドーDSタイトル。
カメラ機能を利用して、ゲーム内の手配書の画像を設定できるなど、携帯ゲーム機ならではの機能を搭載している。
また、本シリーズの作品としては初の2.5次元視点を採用している。

## ストーリー
『アサシン クリード II』の途中1491年、エツィオ・アウディトーレは、スペイン異端審問の名の下に投獄されたアサシンを救出するため、スペインへと向かう。救出の過程の中でエツィオは、テンプル騎士団が新世界発見のための西への航海を計画している事を知る……。